# 吕西 (摩泽尔省)
吕西（法語：Lucy，法語發音：[lysi]）是法国摩泽尔省的一个市镇，位于该省中南部，属于萨尔堡-萨兰堡区。

## 地理
吕西（48°56'30"N, 6°28'12"E）面积7.36 平方千米，位于法国大東部大區摩泽尔省，该省份为法国东北部内陆省份，是洛林的一部分，西南接默尔特-摩泽尔省，东临下莱茵省，北与卢森堡和德国接壤。
与吕西接壤的市镇（或旧市镇、城区）包括：博德勒库尔、舍努瓦、希库尔、弗雷姆里、莱斯、尼德河畔莫维尔、普雷沃库尔。

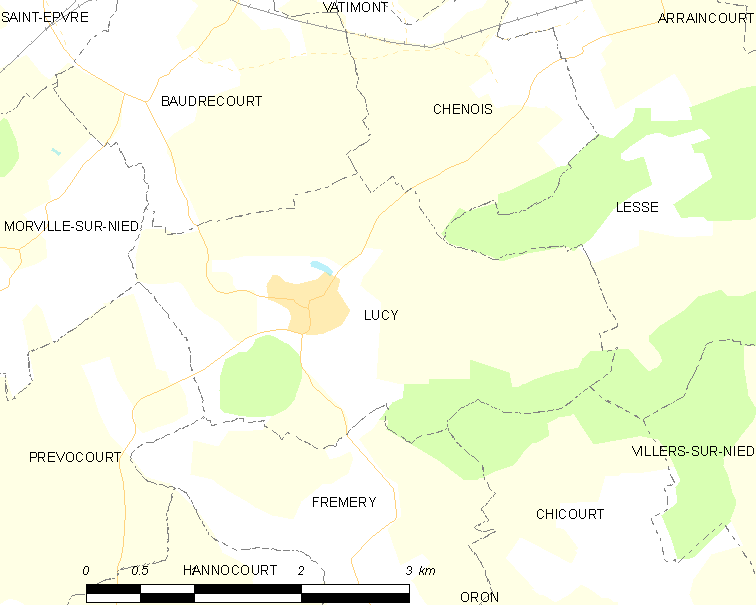
的OSM定位图

吕西的时区为UTC+01:00、UTC+02:00（夏令时）。

## 行政
吕西的邮政编码为57590，INSEE市镇编码为57424。

## 政治
吕西所属的省级选区为索努瓦县。

## 人口

1962-2008年间人口变化图示

吕西于2022年1月1日时的人口数量为228人。